# Srbija kargo
Srbija kargo a.d., cyrilicí Србија карго а.д., VKM SKG, je srbský státní nákladní provozovatel drážní dopravy. V roce 2022 byl největším nákladním železničním dopravcem v Srbsku a zaměstanával 2310 pracovníků.

## Historie
Společnost byla zřízena k 10. srpnu 2015 oddělením z firmy Železnice Srbije na základě rozhodnutí srbské vlády. Na základě uvedeného rozhodnutí vlády z 2. července 2015 vznikl rovněž provozovatel dráhy Infrastruktura železnice Srbije a osobní dopravce Srbijavoz. Původní společnost Železnice Srbije zůstala zachována, ale plnila již jiné funkce. Při svém vzniku měla společnost monopol na provozování nákladní železniční dopravy na veřejné síti v Srbsku, ale už v roce 2016 zahájil provoz nákladních vlaků na srbské veřejné infrastruktuře první konkurent - dopravce Kombinovani prevoz.

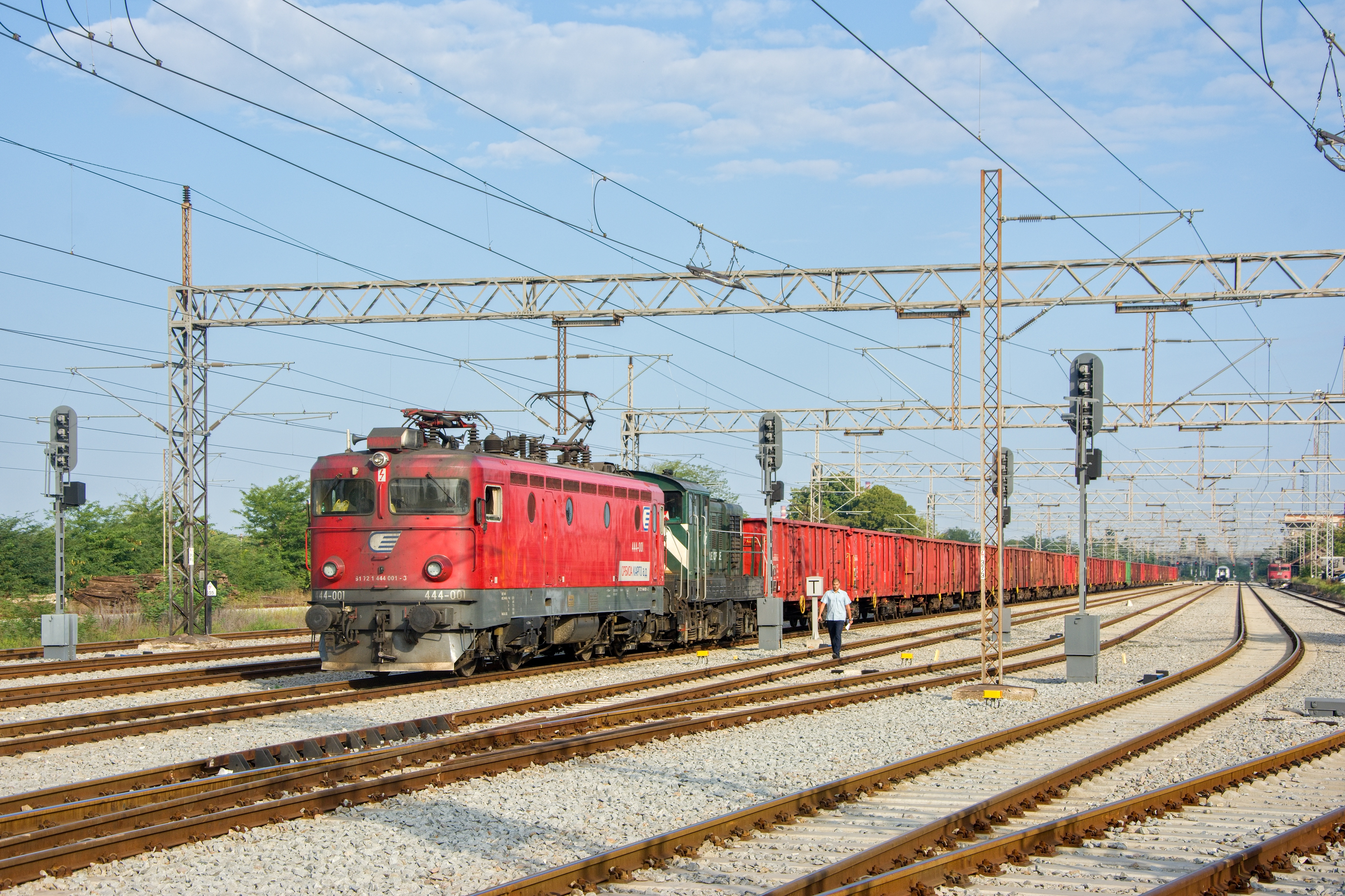
Nákladní vlak Srbija kargo v čele s elektrickou lokomotivou řady 444

## Postavení na trhu
Srbija kargo provozuje nákladní železniční dopravu na liberalizovaném trhu, v roce 2018 byly jejími konkurenty společnosti Kombinovani prevoz, Neo Cargo Logistic, Despotija a Eurorail, v roce 2019 přibyl ještě dopravce Pannon Rail. Významnější nástup konkurence byl blokován především špatným stavem infrastruktury.
V roce 2022 už vedle Srbija kargo provádělo nákladní dopravu na srbských tratích dalších 12 dopravců. Po ztrátě monopolu (a tedy 100 % trhu) v roce 2015 měla firma ještě v roce 2018 podíl na trhu 94,1 % podle hrubých tunových kilometrů (hrtkm). Ale postupem času Srbija kargo svoji tržní převahu ztrácí, v roce 2022 pak podle stejného ukazatele držela jen 65,02 % trhu, přičemž největšími konkurenty byli dopravci Kombinovani prevoz (11,47 %), PIMK (6,45 %) a Transagent operator (5,37 %). Ve stejném roce tvořila 60 % výkonů společnosti mezinárodní doprava, 40 % pak vnitrostátní doprava.

## Park vozidel
I když Srbija kargo postupně ztrácí podíl na trhu srbské železniční nákladní dopravy, oproti svům konkurentům má převahu ve svých kapacitních možnostech, které zahrnují personál, lokomotivy a nákladní železniční vozy.

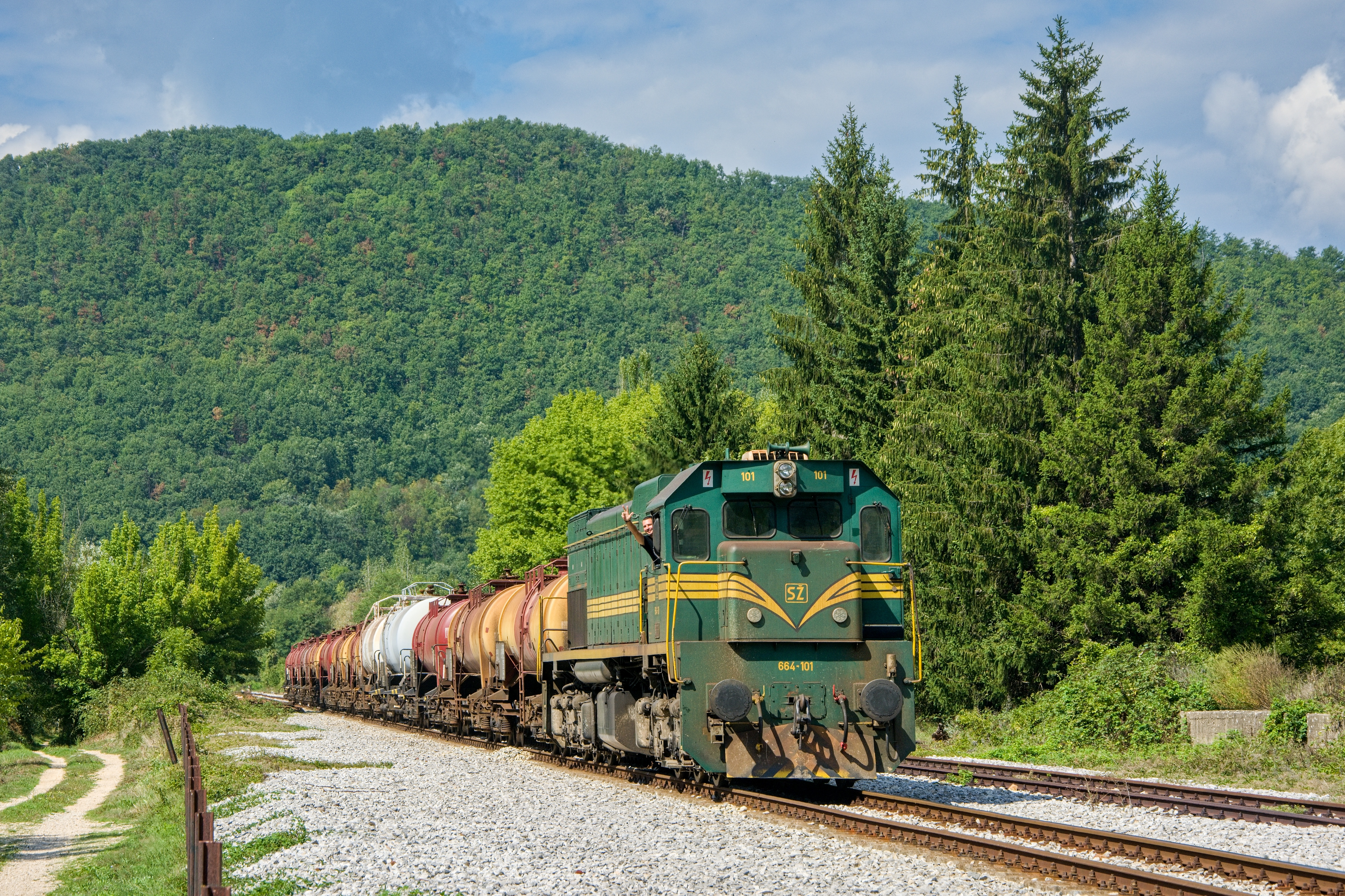
Nákladní vlak Srbija kargo v čele s lokomotivou pronajatou od SŽ-Tovorni promet

V roce 2017 měl dopravcem 77 elektrických lokomotiv, z toho 70 provozních, dále pak 74 motorových lokomotiv, z nichž však bylo provozních jen 45 strojů. Průměrný věk lokomotivy byl asi 40 let. Nedostatek především velkých motorových lokomotiv řešil dopravce pronájmem ze zahraničí. V roce 2021 si pronajal šest lokomotiv řad 664 a 644 od slovinské firmy SŽ-Tovorni promet. Již dříve si obdobné lokomotivy dopravce pronajímal i od společnosti Željeznice Republike Srpske.
Srbija kargo se snaží modernizovat svůj park vozidel. V roce 2019 společnost oobjednala 16 nových strojů Siemens Vectron, které posílily park elektrických lokomotiv společnosti v roce 2020. V roce 2022 dostala firma půjčku od Evropské banky pro obnovu a rozvoj v hodnotě 43 milionů EUR, která byla určena pro nákup nových lokomotiv a nákladních vozů a pro generální opravy stávajících vozů.